# Lipniki (osada leśna w województwie kujawsko-pomorskim)
Lipniki – osada leśna w Polsce, położona w województwie kujawsko-pomorskim, w powiecie bydgoskim, w gminie Białe Błota.
W latach 1975–1998 miejscowość należała administracyjnie do województwa bydgoskiego.
W zabytkowym budynku znajduje się siedziba leśnictwa Lipniki, wchodzącego w skład nadleśnictwa Bydgoszcz.

## Ochrona przyrody
W tej osadzie rosną następujące pomniki przyrody chronione z urzędu:
| Nr | Nazwa                                      | Lokalizacja      | Sztuk | Obwód        | Zdjęcie |
| 1. | lipa drobnolistna                          | przy leśniczówce | 1     | 430 cm       |         |
| 2. | lipa drobnolistna i kasztanowiec zwyczajny | przy leśniczówce | 2     | 292 i 355 cm |         |

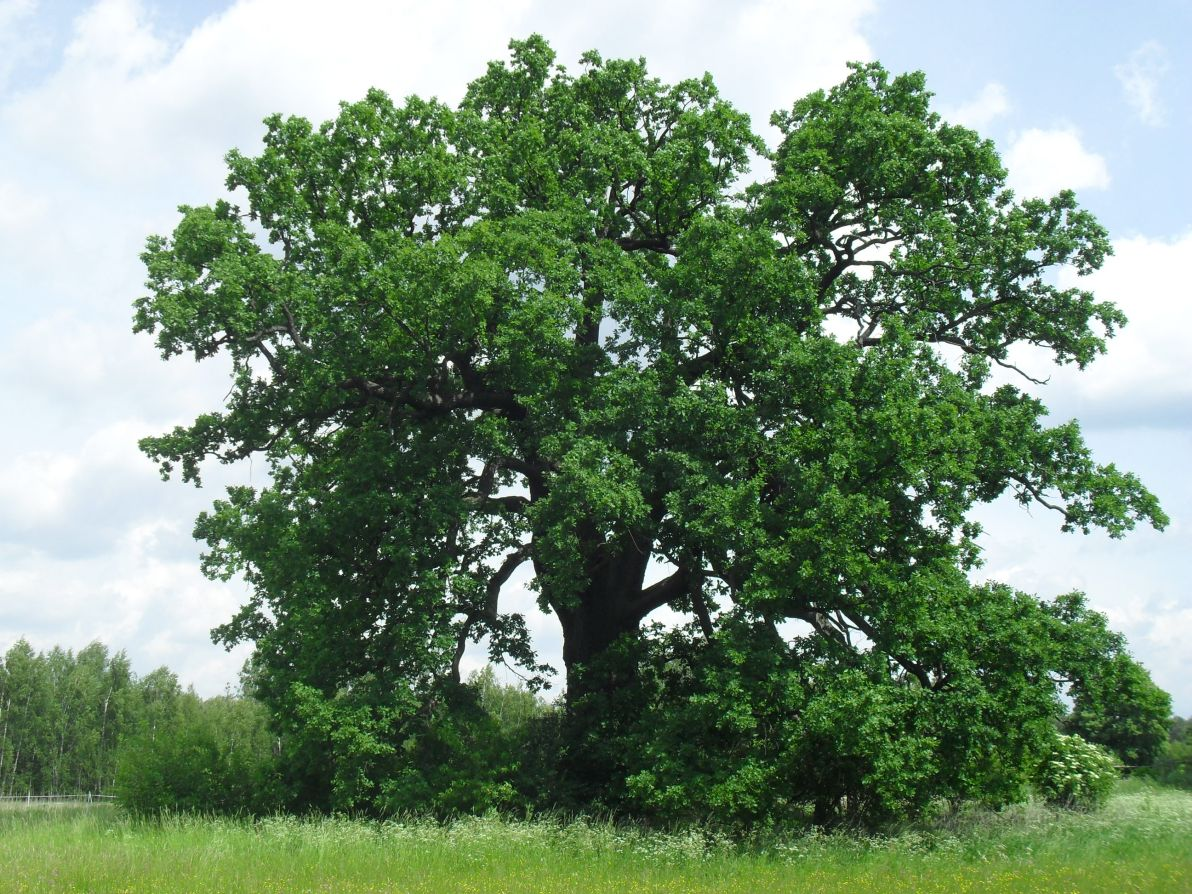
Dawny pomnik przyrody – Dąb Napoleona.

Na polanie w pobliżu leśniczówki rósł ogromny dąb szypułkowy. Był on objęty ochroną prawną jako pomnik przyrody od 1970 roku posiadając odwód 670 cm do 2016 roku. W chwili zniesienia obwód wynosił 767 cm.